# Jacques-Maurice Gaudin
Jacques-Maurice Gaudin (17 août 1735, Sables-d'Olonne - 30 novembre 1810, La Rochelle), est un homme d'Église et politique français.

## Biographie
Gaudin entra chez les pères de l'Oratoire, devint vicaire général de l'évêque de Mariana (Corse) et conseiller clerc au conseil souverain de cette île. De retour aux Sables, il fut nommé curé de la ville, et ayant publié, en 1781, les Inconvénients du célibat des prêtres, il fut nommé grand vicaire de l'évêque constitutionnel de Luçon, et se trouva ainsi désigné, le 4 septembre 1791, aux suffrages des électeurs de la Vendée pour l'Assemblée législative, où il fut élu (6 septembre 1791). Il y marqua peu, ot y fit un rapport sur les congrégations religieuses concluant à leur suppre sion. Après le coup d'État du 18 brumaire, Gaudin, qui avait quitté la carrière ecclésiastique, fut nommé juge à La Rochelle ; à sa mort, Gaudin était bibliothécaire à la Rochelle et correspondant de l'Institut.

## Publications
- Les Mémoires du marquis de Montrose, traduits de l'anglais (1768)
- Les Inconvénients du célibat des prêtres (1781)
- Voyage en Corse (1788)
- Gulistan ou le jardin des Roses, traduit du persan (1789)
- Essai historique sur la législation de la Perse (1791)
- Avis à mon fils âgé de sept ans (1805)
- Le Racoleur

## Sources
- « Jacques-Maurice Gaudin », dans Adolphe Robert et Gaston Cougny, Dictionnaire des parlementaires français, Edgar Bourloton, 1889-1891 [détail de l’édition]
- Denis Reynaud, GAUDIN Jacques (1735-1810), in Dominique Saint-Pierre (dir.), Dictionnaire historique des académiciens de Lyon 1700-2016, Lyon : Éditions de l'Académie (4, avenue Adolphe Max, 69005 Lyon), 2017 ,  p. 563-565  (ISBN 978-2-9559433-0-4).